# Powiat Südoststeiermark
Powiat Südoststeiermark (niem. Bezirk Südoststeiermark) – powiat w Austrii, w kraju związkowym Styria. Siedziba powiatu znajduje się w mieście Feldbach.

## Podział administracyjny
Powiat podzielony jest na 25 gmin, w tym cztery gminy miejskie (Stadt), 13 gmin targowych (Marktgemeinde) oraz osiem gmin wiejskich (Gemeinde).
| Miasta 1. Bad Radkersburg (3235) 2. Fehring (7245) 3. Feldbach (13 421) 4. Mureck (3494) Gminy targowe 1. Gnas (5980) 2. Halbenrain (1676) 3. Jagerberg (1629) 4. Kirchbach-Zerlach (3203) 5. Klöch (1158) 6. Mettersdorf am Saßbach (1333) 7. Paldau (3136) 8. Riegersburg (5041) 9. Sankt Anna am Aigen (2381) 10. Sankt Peter am Ottersbach (2913) 11. Sankt Stefan im Rosental (3812) 12. Straden (3470) 13. Tieschen (1227) | Gminy 1. Bad Gleichenberg (5303) 2. Deutsch Goritz (1789) 3. Edelsbach bei Feldbach (1346) 4. Eichkögl (1385) 5. Kapfenstein (1528) 6. Kirchberg an der Raab (4588) 7. Pirching am Traubenberg (2557) 8. Unterlamm (1242) |

(liczba mieszkańców 1 stycznia 2023)

## Zmiany administracyjne
- 1 stycznia 2020
  - likwidacja gminy Murfeld i włączenie jej terenów do gmin targowych Sankt Veit in der Südsteiermark oraz Straß in Steiermark w powiecie Leibnitz